# Великая Омеляна
Великая Омеляна (укр. Велика Омеляна) — село в Ровненском районе Ровненской области Украины. Административный центр Великоомелянской сельской общины.
Население по переписи 2001 года составляло 1637 человек. Почтовый индекс — 35360. Телефонный код — 362. Код КОАТУУ — 5624682001.

## Транспорт
В черте поселения работает международный аэропорт «Ровно».